# Rue des Orphelins (Reims)
Pour les articles homonymes, voir Rue des Orphelins.
La rue des Orphelins est une rue du centre-ville de Reims, en France. Elle relie la rue Gambetta à la rue du Barbâtre.

## Historique
Créée comme rue de la Congréation, elle devint rue des Orphelins avant 1846, elle doit son nom à l'orphelinat créé par Mme Varlet.

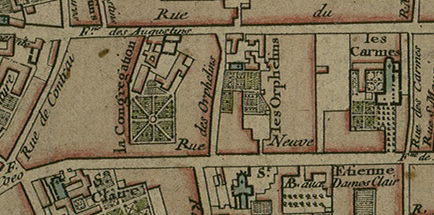
Sur le plan Coutans de 1775.

## Bâtiments et lieux remarquables
- La chapelle de la congrégation des Filles de l'Enfant Jésus.

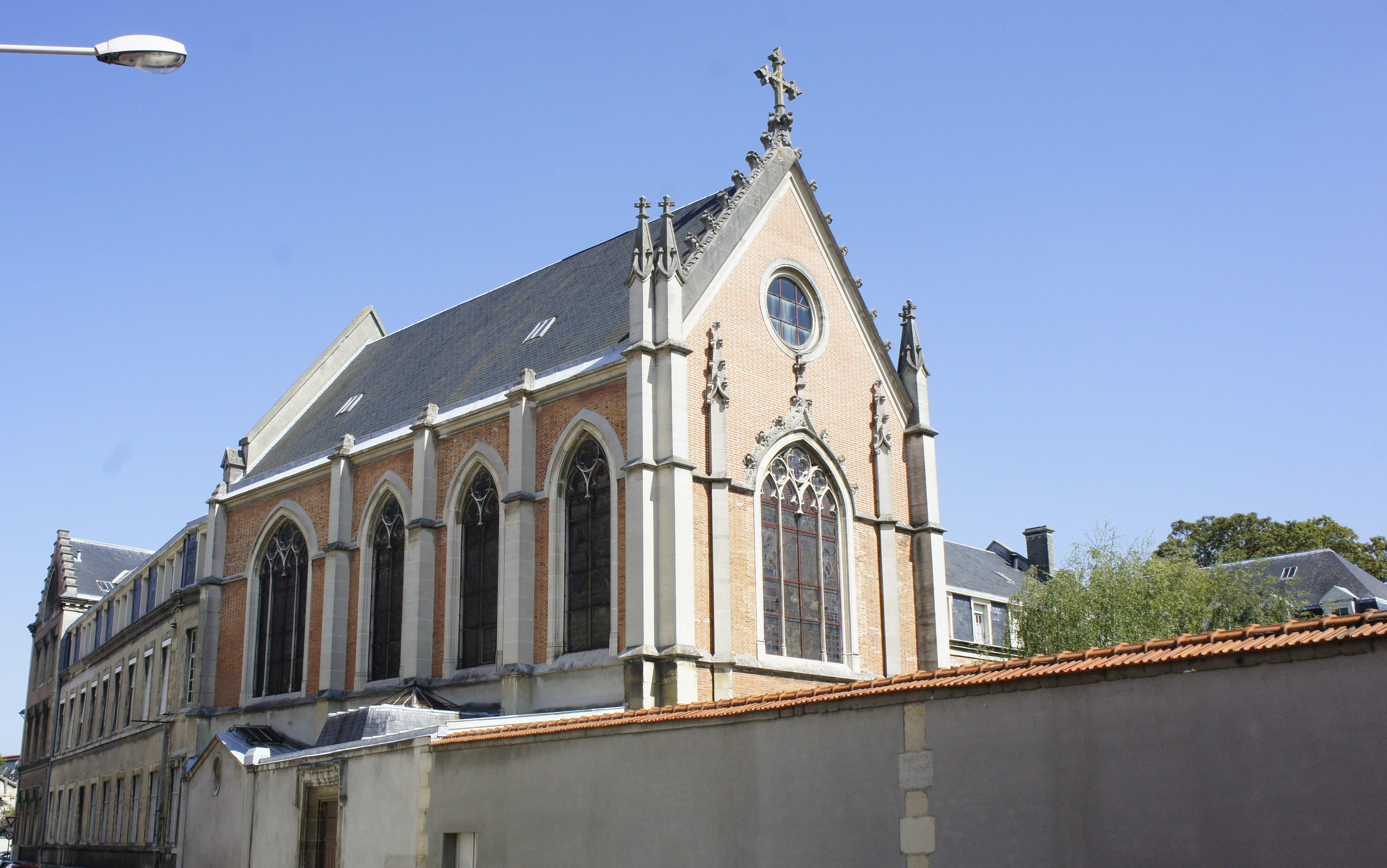
La chapelle.